# Commonwealth Trans-Antarctic Expedition
La Commonwealth Trans-Antarctic Expedition, nota anche come Spedizione Fuchs-Hillary, fu condotta nel 1955-1958 con l'intento di attraversare l'Antartide passando per il polo sud.
Fu organizzata in occasione dell'Anno geofisico internazionale dai governi di Regno Unito, Nuova Zelanda, Australia e Sudafrica, sotto il patrocinio della regina Elisabetta II d'Inghilterra. Anche gli Stati Uniti e gruppi privati contribuirono a finanziare l'impresa.
Due gruppi separati, uno guidato da Vivian Fuchs e l'altro da Edmund Hillary, raggiunsero il polo sud partendo da lati opposti del continente antartico, con l'ausilio di mezzi motorizzati. Il gruppo di Vivian Fuchs, dopo aver sostato nella base antartica statunitense Amundsen-Scott, da poco installata, proseguì il viaggio raggiungendo la base da cui era partito Hillary.

## Tappe della spedizione

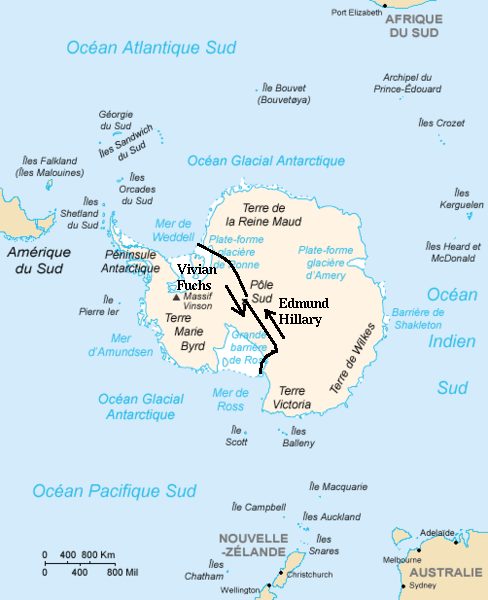
Il tracciato della spedizione.

- 1955 - Fuchs parte da Londra con un gruppo di uomini con la nave canadese Theron con lo scopo di stabilire una base di appoggio nella baia di Vahsel, nel mare di Weddell. Dopo aver costruito la base Shackleton, intitolata all'esploratore antartico Ernest Shackleton, nel 1956 torna a Londra lasciando otto uomini a trascorrere l'inverno australe nella base.

- 1956 - In dicembre Fuchs torna in antartide con la nave danese Magga Dan, portando provviste, mezzi e materiali per la spedizione.

- 1957 - Durante l'estate australe Fuchs e i suoi uomini impiantano la base di appoggio South Ice, situata 500 km all'interno del continente. Contemporaneamente Edmund Hillary raggiunge la base antartica neozelandese Scott, intitolata all'esploratore Robert Falcon Scott, nel mare di Ross.
  - 24 novembre 1957 - Fuchs parte dalla base Shackleton con 12 uomini, usando mezzi cingolati (gatto delle nevi) adattati alle condizioni climatiche e ambientali dell'antartide. Quasi contemporaneamente Hillary parte dal lato opposto del continente con lo scopo di stabilire basi di appoggio per il viaggio di Fuchs dal polo sud verso il mare di Ross. Non era previsto inizialmente che il gruppo condotto da Hillary raggiungesse il polo, ma quando si rese conto che avrebbe potuto arrivarvi prima di Fuchs, Hillary decise di proseguire.
- 3 gennaio 1958 - Edmund Hillary arriva col suo gruppo al polo sud. Sono i primi uomini, dopo Amundsen e Scott nel 1911-1912, a raggiungere il polo sud via terra.[1]
- 19 gennaio 1958 - Vivian Fuchs e il suo gruppo arrivano al polo sud. Dopo una breve sosta prosegue il viaggio verso il mare di Ross, seguendo il percorso tracciato da Hillary. Quest'ultimo invece torna alla base di partenza in aereo. Si ricongiungerà poi al gruppo di Fuchs per un tratto del percorso.
- 2 marzo 1958 - Fuchs e il suo gruppo arrivano alla base Scott sul mare di Ross, completando la prima traversata del continente antartico. Il viaggio di 3.470 km è durato 99 giorni.

## Logistica
L'intero viaggio e la maggior parte dei trasporti di materiale fu effettuata con mezzi terrestri, come ad esempio il Tucker Sno-Cat, ma entrambi i gruppi si avvalsero anche di aerei leggeri per voli di ricognizione e per eventuali soccorsi. Aiuto logistico fu anche prestato dal personale delle basi antartiche statunitensi. Per un certo tratto della traversata furono portati cani da slitta, che sarebbero stati impiegati in caso di problemi ai mezzi motorizzati.